# Proteòmica
La proteòmica és l'estudi bioquímic de les proteïnes. El proteoma és el conjunt sencer de proteïnes expressada per un genoma, cèl·lula, teixit biològic o un organisme, el terme proteoma és un portmanteau de proteïna i genoma. El terme proteòmica, per la seva banda, deriva de proteïna i genòmica.
La proteòmica permet determinar composició aminoacídica, la presència de modificacions post-traduccionals (com fosforilacions, acetilacions i d'altres) i d'isoformes (proteïnes diferents que depenen del mateix gen), permet analitzar la composició de complexos proteics (grups de proteïnes íntimament relacionades que constitueixen una unitat funcional), tanmateix permet explorar el conjunt de proteïnes que s'expressen en un determinat moment i localització (per exemple, un teixit, un conjunt de cèl·lules o bé un embrió de mosca en un moment concret del desenvolupament), aquest conjunt de proteïnes es denomina proteoma. En un sentit més restringit, el proteoma és la imatge dinàmica de totes les proteïnes expressades per aquest organisme, en un moment donat i sota determinades condicions concretes de temps i ambient. Cal tenir en compte que les cèl·lules expressen diversos milers de proteïnes diferents i cadascuna d'elles pot experimentar nombroses modificacions en resposta a microambients diferents.